# デラウェア語
デラウェア語（デラウェアご、英: Delaware languages）は、マンシー語とウナミ語からなる言語グループである。アルゴンキン語族の東部アルゴンキン語群に属する。話者はアメリカ合衆国のアメリカ・インディアン部族であるレナペの人々である。

## 言語名別称
- Lenape languages

## 方言
- マンシー語（英語版）
- ウナミ語（英語版）